# 困ります、ファインマンさん
『困ります、ファインマンさん』（こまります、ファインマンさん、"What Do You Care What Other People Think?": Further Adventures of a Curious Character）は、アメリカ合衆国の物理学者でノーベル物理学賞受賞者のリチャード・P・ファインマンの許可の下にラルフ・レイトンが書き、1988年に刊行されたファインマンの伝記である。1985年の『ご冗談でしょう、ファインマンさん』に続くレイトンとファインマンの共同著作の2冊目であり、同著と同様にファインマンの口頭での回想を録音したものを元に執筆されている。

## 概要
この本は、ファインマンが脂肪肉腫という珍しい癌と闘病しているときに書かれた。ファインマンはこの本が刊行された年にこの病気で亡くなっており、ファインマンの自伝的著作の最後の作品となった。
第1章では、ファインマンの生涯の様々な時代におけるユーモラスなエピソードが書かれている。その中でも特筆すべきは、結婚前に結核と診断されていた最初の妻、アーリーンについての話である。この本の原題"What Do You Care What Other People Think?"（他の人が考えていることを気にしているの?）は、ファインマンが自分の仕事について同僚の意見に気を取られているときに、アーリーンがよく掛けていた言葉であり、それはかつてファインマン自身がアーリーンに言った言葉だった。アーリーンはファインマンがマンハッタン計画に取り組んでいるときに亡くなった。
第2章では、チャレンジャー号爆発事故を調査するロジャース委員会への関与について書かれている。ファインマンは固体ロケットブースターのOリングが打上げ当日の朝の寒さで破損していた可能性を、即興の実験で示した。後に、これが事故の主な原因であることが判明した。
最終章の「科学の価値」は、全米科学アカデミーの1955年秋の会合でファインマンが演説した内容をまとめたものである。
この本は、前著よりは緩やかに構成されている。本書には、手紙や写真のほか、晩年のファインマンが友人の画家ジレイア・ゾーティアンから絵を学んだときに描いたスケッチが収録されている。

## 出版データ
原著
- Feynman, Richard P., What Do You Care What Other People Think?, 1988, W. W. Norton, ISBN 0-393-02659-0, 2001 paperback: ISBN 0-393-32092-8

邦訳
- ファインマン, R・P 著、大貫昌子 訳『困ります，ファインマンさん』岩波書店、東京、1988年7月8日。ISBN 978-4000053686。
- ファインマン, R・P 著、大貫昌子 訳『困ります，ファインマンさん』岩波書店、東京、2001年1月16日。ISBN 978-4006030292。